# Tasteline
Tasteline är en svensk matsajt grundad 2000 som mellan 2005 och 2008 ägdes av Svenska Dagbladet och genom Svenska Dagbladet Nya Medier tillhörde mediekoncernen Schibsted. I oktober 2008 köpte Aftonbladet sajten. Redaktionen består av journalister specialiserade på mat och dryck, två kockar och en dietist. Tasteline har en databas med recept och artiklar inom mat, dryck, fest och hälsa, samt en funktion för att medlemmarna ska kunna dela med sig av egna recept.
År 2022 hade sajten då ca 20 000 recept och ca 600 000 unika besökare varje vecka.

## Utmärkelser
- Plats 10 på Internetworld Topp 100 - 2009[2]